# 山田あかね
山田 あかね（やまだ あかね）は、東京都新宿区出身の脚本家、映像作家、小説家、エッセイスト。

## 来歴・人物
区立小学校、東京女学館中学校・高等学校を経て、早稲田大学第一文学部ロシア文学科卒業。大学在籍中から自主制作映画のクラブで脚本・監督して映画制作に携わるほか、女子大生ポルノ小説の執筆アルバイトを行っていた。
大学卒業後はテレビ制作会社「（株）イースト」に入社し、アシスタントディレクターとしての活動をはじめた。1995年、「終わりのいろいろなかたち」で第81回文學界新人賞佳作受賞。
2004年「ベイビーシャワー」（小学館）で第四回小学館文庫小説賞受賞。
現在は、映像演出家、作家として活動している。
2009年に創設した、(株)スモールホープベイプロダクション代表。
2010年映画「すべては海になる」監督。
2015年映画「犬に名前をつける日」監督。
「ザ・ノンフィクション　犬と猫の向こう側」（フジテレビ・2018）にて優れたテレビドキュメンタリーにおくられる、第45回 放送文化基金優秀賞受賞。
「ザ・ノンフィクション　花子と先生の18年」（フジテレビ・2020）にてニューヨークフェスティバル銅賞受賞するなど、犬と猫の命をテーマにした作品も多い。
2019年、エンジン01文化戦略会議が主催の第3回「川島なお美動物愛護賞」を受賞した。
2021年8月、飼い主のいない犬と猫へ医療費支援を行う「ハナコプロジェクト」を俳優の石田ゆり子と創設。代表理事を務めている。

## 代表作

### テレビ番組
- すばらしき仲間（CBC、ディレクター）
- 石坂浩二のスーパーアイ（TBS、ディレクター）
- ギミア・ぶれいく（TBS、ディレクター）
- ザ・ノンフィクション　お金がなくても楽しく暮らす方法（2014年、フジテレビ、演出） - 出演pha
- むっちゃんの幸せ ～福島の被災犬がたどった数奇な運命～(2014年、NHK総合)
- ザ・ノンフィクション　生きがい 1000匹の猫と寝る女（2015年、フジテレビ、演出） - 出演中谷百里
- オイコノミア　人生というゲームに勝つ！（2016年、NHKEテレ、構成・演出） - 出演：又吉直樹、安田洋祐、梅原大吾
- ザ・ノンフィクション　会社と家族にサヨナラ ニートの先の幸せ（2017年、フジテレビ、構成・演出・プロデューサー） - 出演pha
- ザ・ノンフィクション　犬と猫の向こう側（2018年、フジテレビ、プロデューサー・演出・構成) - 第45回放送文化基金賞番組部門・テレビドキュメンタリー番組・優秀賞受賞
- 又吉直樹のヘウレーカ!　魚も迷子になりますか？（2018年、NHKEテレ、構成・演出）
- 家族になろうよ 犬と猫と私たちの未来（2019年、NHK・BSプレミアム）
- ザ・ノンフィクション　好きなことだけして生きていく～元ニートの再々再々出発～（2019年、フジテレビ）
- ザ・ノンフィクション　花子と先生の18年（2020年、フジテレビ、プロデューサー・演出・構成)

### テレビドラマ
- やっぱり猫が好き（フジテレビ、脚本・演出）
- 久本ドラマ（フジテレビ、共同脚本）
- 時効警察（テレビ朝日、共同脚本）
- 帰ってきた時効警察（テレビ朝日、脚本）
- すいか（日本テレビ、第7話 脚本）
- ワタナベ（関西テレビ、脚本）
- おせん（日本テレビ、脚本・白金カナ名義）
- チームバチスタ2 ジェネラル・ルージュの凱旋（関西テレビ、脚本）
- 461個のありがとう。 〜愛情弁当が育んだ父と子の絆〜（NHK BSプレミアム、脚本・演出）
- 吉祥寺だけが住みたい街ですか?（テレビ東京、共同脚本）

### 著書
- 『すいか シナリオBOOK』木皿泉共著（2004年、日本テレビ放送網）のち河出文庫
- 『ベイビーシャワー』（2004年、小学館） - 第4回小学館文庫小説賞受賞作
- 『すべては海になる』（2005年、小学館）のち文庫
- 『女の武士道』PHP文庫、2007
- 『オトナの片思い』（2007年、角川春樹事務所）　※『やさしい背中』を収録。
- 『しまうたGTS』（2007年、小学館）
- 『まじめなわたしの不まじめな愛情』（2008年、徳間書店）
- 『もしも、この世に天使が。青の章』（2008年、講談社）
- 『もしも、この世に天使が。白の章』（2008年、講談社）
- 『犬に名前をつける日』 (2015年、キノブックス）
- 『犬と猫の向こう側』（2018年、扶桑社）
- 『犬部！ 映画小説版』朝日新聞出版〈朝日文庫〉、2021年6月。ISBN 978-4-02-264991-1。
- 『犬は愛情を食べて生きている』光文社、2021年6月。ISBN 978-4-334-95251-8。

### 映画
- クリアネス（2007年、脚本担当、監督：篠原哲雄)
- 闘茶 tea fight（2008年、脚本担当、監督：ワン・イェミン）
- すべては海になる（2010年、監督、脚本）
- 犬に名前をつける日（2016年、監督、脚本、ドキュメンタリー）
- 犬部!（2021年、脚本担当、監督：篠原哲雄）
- 犬と戦争 ウクライナで私が見たこと（2025年、監督、ドキュメンタリー）

## 関連人物
- 山田昌宏
- 小松隆志
- 橋口亮輔
- 岩井俊二
- 篠原哲雄
- ケラリーノ・サンドロヴィッチ